# Saint-Vincent (Pireneje Atlantyckie)
Saint-Vincent – miejscowość i gmina we Francji, w regionie Nowa Akwitania, w departamencie Pireneje Atlantyckie.
Według danych na rok 1990 gminę zamieszkiwały 353 osoby, a gęstość zaludnienia wynosiła 21 osób/km² (wśród 2290 gmin Akwitanii Saint-Vincent plasuje się na 832. miejscu pod względem liczby ludności, natomiast pod względem powierzchni na miejscu 664.).